# Mononykus

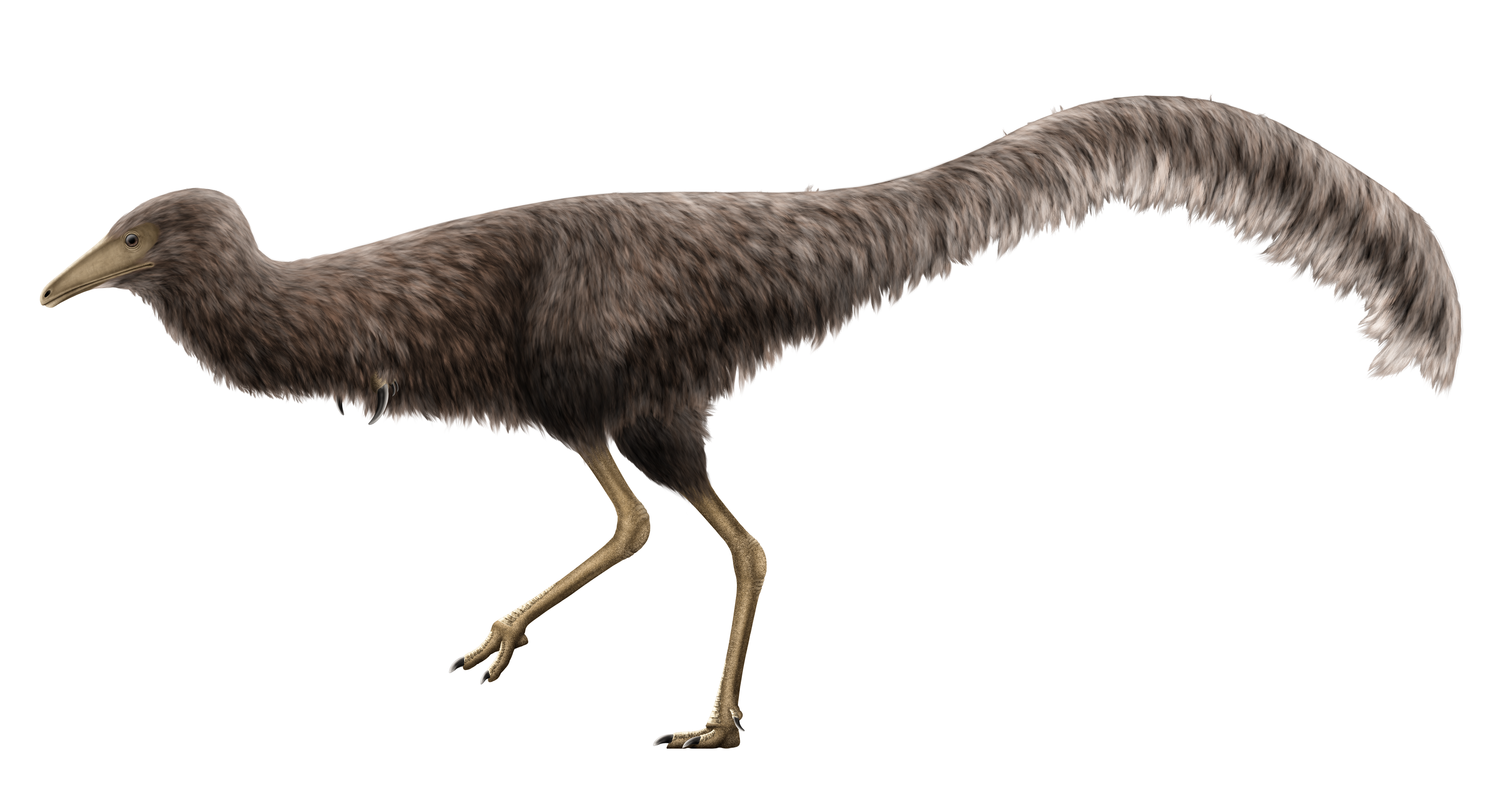
Reconstrução de um Mononykus

Mononykus é um gênero de dinossauro terópode de dieta carnívora que viveu há cerca de 70 milhões de anos durante o período Cretáceo Superior na era Mesozoica e no Fanerozoico.

## Descrição
Era considerado um pequeno dinossauro de 70 cm de altura de cauda alongada e pernas finas. Possuía uma grande garra e dois dedos apoiados no chão. Seus músculos eram fortes e seus braços eram  curtos e suas características são encontradas nas aves modernas. É considerado um pequeno pássaro primitivo, porém, os seus membros superiores não são semelhantes às asas das aves.

## Fósseis
Seus primeiros fósseis foram encontrados na Mongólia em 1920, mas foi em 1922 que o material mais completo de seu esqueleto foi descoberto e pode ser identificado. Seu esqueleto é notavelmente parecido com um pássaro. Na verdade ele tem tantas qualidades de pássaro, mas não pode se afirmar que essas características levem-nos a crer que seja um pássaro, mas sim um tipo raro de um dinossauro terópode.